# Smeringopus principe
Espèce
Smeringopus principe est une espèce d'araignées aranéomorphes de la famille des Pholcidae.

## Distribution
Cette espèce est endémique de Principe à Sao Tomé-et-Principe.

## Description
Le mâle holotype mesure 5,8 mm.

## Étymologie
Son nom d'espèce lui a été donné en référence au lieu de sa découverte, Principe.

## Publication originale
- Huber, 2012 : Huber, B. A. Revision and cladistic analysis of the Afrotropical endemic genus Smeringopus Simon, 1890 (Araneae: Pholcidae). Zootaxa, no 3461, p. 1-138.